# 韓国の地域対立
韓国の地域対立（かんこくのちいきたいりつ）では韓国における地域間の対立について解説する。

## 概説
韓国では社会の分裂の主要因となりうるほどの地域対立の存在が広く知られており、政治面では大統領選挙や国会議員選挙における地域別得票率の極端な違いとなって現れる。1980年代末期でも残る最も苛烈な地域対立は南東の慶尚道と南西の全羅道の対立である。全羅道では出身者の8割近くが左派政党に投票する結果となっている。元々複数の国家が朝鮮半島に乱立していたために、対立の歴史は古く、統一国家後の歴史では初の統一国家高麗の初代国王、王建にまで遡る。王建は高麗王朝の安泰のためとした十ヵ条の遺訓（訓要十条）の第八条に高麗に最後まで抵抗した後百済のあった全羅道地域に対して、「姦巧な言語をもって権勢を弄し、政事を混乱させ、災変を起こすので、たとえ良民といえども、それに相応する位に登用してはならない」と残した。これは父の甄萱に子の神剣王が反逆したことが、後百済の悲惨な末路となったことを念頭に置いているが、国家内の特定地域を反逆の地域であるとして政事に参加させないという差別意識がここから生まれ、この全羅道への差別意識は後にまで影響を及ぼしている。

## 全羅道と慶尚道の間の対立
現在の韓国で特に有名かつ強く残存しているのは後三国時代や王建にまでさかのぼる全羅道と慶尚道の対立である。しかし、対立が現在のように露骨に表れるようになったのは、5・16軍事クーデターで朴正煕が政権を掌握して初選挙を終えて以降の政治のためである。対立が解消されていたため、軍政から民政へ移行するために行なわれた朴正煕初の選挙であった1963年10月の大統領選挙では、全羅道において朴正煕（民主共和党）は尹潽善（民政党）を大きく上回る票を得た。それにも関わらず、朴大統領は自身の出身地域である慶尚道地域をインフラ整備や経済開発・官公庁人事で優遇した。反対に全羅道地域は冷遇されたことで、慶尚道地域に対する反発が生まれ、政権側も選挙で全羅道に対する対抗意識を煽ったことで、地域対立に拍車がかかることになった。そして、1980年の光州事件が全斗煥政権によって「暴動」と認識されたことによって、地域対立は決定的なものになった。
民主化が実現した結果、16年ぶりの国民による直接選挙で実施された1987年の大統領選挙では、大邱市・慶尚北道を地盤とする盧泰愚（民主正義党）、釜山市・慶尚南道の金泳三（統一民主党）、全羅道（光州市・全羅北道・全羅南道）の金大中（平和民主党）、忠清南道の金鍾泌（新民主共和党）の有力四候補（1盧3金）がそれぞれの出身地域における地域感情を利用した選挙戦を展開した結果、出身地域において得票が大きく偏る現象が生じた。そして、翌年4月の第13代総選挙でも地域感情がそのまま選挙戦に持ち込まれ、1盧3金の4人が率いる政党がそれぞれの出身地域において議席を独占する結果となった。これ以降の大統領選挙や国会議員選挙、地方選挙において有権者が政治的思想や立場に関係なく自分と同じ地域を出身地とする政治家、地盤とする政党に投票し、他の政党に対する拒否という形で、地域対立が生じるようになった。
1990年には盧泰愚の民主正義党と金泳三の統一民主党と金鍾泌の新民主共和党が合併（「三党合同」）して民主自由党となり、1992年の大統領選挙では慶尚道･忠清道を地盤とする民主自由党の金泳三と全羅道を地盤とする金大中の対決となり、全羅道とソウル市を除く全地域で勝利した金泳三が当選した。
1997年の大統領選挙では、金大中が金鍾泌（1995年に民主自由党を離党）と共闘し、全羅道と首都圏のみならず忠清道と済州道でも勝利した金大中が民主自由党の後継政党であるハンナラ党の李会昌を破って当選した。
全羅道と慶尚道の対立により、選挙においては忠清道がキャスティング・ボートを握ることが多い。しかし、現在では韓国の人口のおよそ半分が、「首都圏」といわれるソウル・仁川・京畿道に住むという極端な一極集中のおかげで、地域対立の影響は下がりつつある。
この対立は三金時代の名残といわれるものもあり、これも深刻なところがある。
2002年の大統領選挙においては、慶尚道（嶺南）と全羅道（湖南）の地域対立が重要な克服命題とされた（金大中政権与党の新千年民主党の候補者で当選した盧武鉉はその一方の嶺南の慶尚南道金海市出身）。また盧武鉉は地域対立の解消を名目に敢えて地盤でない地域（釜山）から立候補したこともあるが、2002年大統領選挙を除いていずれの選挙でも敗れている。
1990年の三党合同以降、1992年から2012年までの5回の大統領選挙では全て、慶尚道では民主自由党およびその後継政党の候補者が、全羅道では金大中の平和民主党の後継政党の候補者が大差で勝利してきたが、2017年の大統領選挙では、平和民主党の流れを汲む共に民主党の文在寅が釜山市、蔚山市で金大中系の政党の候補者として大統領選挙史上初めて1位となった。文在寅は慶尚南道でも巨済市、金海市、梁山市、昌原市城山区・義昌区・鎮海区で1位となり、道全体でも民主自由党の流れを汲む自由韓国党の洪準杓に得票数にして約1万票、得票率にしてわずか0.5ポイント差まで迫った。釜山市・蔚山市・慶尚南道（旧慶尚南道、いわゆるPK地域）の得票の合計では文在寅が洪準杓を上回り、金大中系の政党の候補者として大統領選挙史上初めてPK地域の総得票で1位となった。大邱市と慶尚北道（いわゆるTK地域）では洪準杓が1位となったものの、前回2012年大統領選でセヌリ党（自由韓国党の前身）の朴槿恵が大邱・慶尚北道で得た得票率は80%を超えたのに対し、洪準杓の得票率は50%を下回り、大統領選挙史上、（自由韓国党の前身である）歴代の保守政党の候補者としてTK地域で最低の結果となった。慶尚道地域において金大中系の政党の候補者が勝利・善戦し、民主自由党の後継政党の候補者の得票率が著しく低下したこの結果は、地域対立が弱まる方向に向かっていることを示すものといえる（文在寅自身はPK地域出身であるが、同じくPK出身の盧武鉉は2002年大統領選挙でPKを含む慶尚道全域で民主自由党の後継政党であるハンナラ党の李会昌に大差をつけられていた）。
| 大統領選挙 | 大統領選挙 | 第15代大選 （1997年） | 第15代大選 （1997年） | 第16代大選 （2002年） | 第16代大選 （2002年） | 第17代大選 （2007年） | 第17代大選 （2007年） | 第18代大選 （2012年） | 第18代大選 （2012年） | 第19代大選 （2017年） | 第19代大選 （2017年） | 第20代大選 （2022年） | 第20代大選 （2022年） |
| 候補者     | 候補者     | 当選者                | 次点者                | 当選者                | 次点者                | 当選者                | 次点者                | 当選者                | 次点者                | 当選者                | 次点者                | 当選者                | 次点者                |
| ---------- | ---------- | --------------------- | --------------------- | --------------------- | --------------------- | --------------------- | --------------------- | --------------------- | --------------------- | --------------------- | --------------------- | --------------------- | --------------------- |
| 候補者     | 候補者     | 金大中                | 李会昌                | 盧武鉉                | 李会昌                | 李明博                | 鄭東泳                | 朴槿恵                | 文在寅                | 文在寅                | 洪準杓                | 尹錫悦                | 李在明                |
| 全国       | 全国       | 40.27                 | 38.74                 | 48.91                 | 46.58                 | 48.67                 | 26.14                 | 51.55                 | 48.02                 | 41.08                 | 24.03                 | 48.56                 | 47.83                 |
| 慶尚道     | 釜山広域市 | 15.28                 | 53.33                 | 29.85                 | 66.74                 | 57.90                 | 13.45                 | 59.82                 | 39.87                 | 38.71                 | 31.98                 | 58.25                 | 38.15                 |
| 慶尚道     | 大邱広域市 | 12.53                 | 72.65                 | 18.67                 | 77.75                 | 69.37                 | 6.00                  | 80.14                 | 19.53                 | 21.76                 | 45.36                 | 75.14                 | 21.60                 |
| 慶尚道     | 蔚山広域市 | 15.41                 | 51.35                 | 35.27                 | 52.87                 | 53.97                 | 13.64                 | 59.78                 | 39.78                 | 38.14                 | 27.46                 | 54.41                 | 40.79                 |
| 慶尚道     | 慶尚南道   | 11.04                 | 55.14                 | 27.08                 | 67.52                 | 55.02                 | 12.35                 | 63.12                 | 36.33                 | 36.73                 | 37.24                 | 58.24                 | 37.38                 |
| 慶尚道     | 慶尚北道   | 13.66                 | 61.92                 | 21.65                 | 73.46                 | 72.58                 | 6.79                  | 80.82                 | 18.61                 | 21.73                 | 48.62                 | 72.76                 | 23.80                 |
| 全羅道     | 光州広域市 | 97.28                 | 1.71                  | 95.17                 | 3.57                  | 8.59                  | 79.75                 | 7.76                  | 91.97                 | 61.14                 | 1.55                  | 12.72                 | 84.82                 |
| 全羅道     | 全羅南道   | 94.61                 | 3.19                  | 93.38                 | 4.62                  | 9.22                  | 78.65                 | 10.00                 | 89.28                 | 59.87                 | 2.45                  | 11.44                 | 86.10                 |
| 全羅道     | 全羅北道   | 92.28                 | 3.19                  | 91.58                 | 6.19                  | 9.04                  | 81.60                 | 13.22                 | 86.25                 | 64.84                 | 3.34                  | 14.42                 | 82.98                 |

出典：선거통계시스템（選挙統計システム）
| 総選挙   | 総選挙     | 第16代総選  | 第16代総選    | 第17代総選      | 第17代総選  | 第18代総選  | 第18代総選  | 第19代総選 | 第19代総選  | 第20代総選 | 第20代総選 | 第21代総選  | 第21代総選  |
| 党派     | 党派       | 第1党       | 第2党         | 第1党           | 第2党       | 第1党       | 第2党       | 第1党      | 第2党       | 第1党      | 第2党      | 第1党       | 第2党       |
| -------- | ---------- | ----------- | ------------- | --------------- | ----------- | ----------- | ----------- | ---------- | ----------- | ---------- | ---------- | ----------- | ----------- |
| 党派     | 党派       | ハン ナラ党 | 新千年 民主党 | ヨルリン ウリ党 | ハン ナラ党 | ハン ナラ党 | 統合 民主党 | セヌリ党   | 民主 統合党 | セヌリ党   | 国民 の党  | 未来 韓国党 | 共に 市民党 |
| 全国平均 | 全国平均   | 38.96       | 35.87         | 38.3            | 35.8        | 37.48       | 25.17       | 42.80      | 36.45       | 33.50      | 26.74      | 33.84       | 33.35       |
| 慶尚道   | 釜山広域市 | 60.32       | 15.02         | 33.7            | 49.4        | 43.52       | 12.73       | 51.31      | 31.78       | 41.22      | 20.33      | 43.75       | 28.42       |
| 慶尚道   | 大邱広域市 | 62.89       | 10.93         | 22.3            | 62.1        | 46.56       | 4.92        | 66.48      | 16.37       | 53.06      | 17.42      | 54.79       | 16.23       |
| 慶尚道   | 蔚山広域市 | 41.71       | 9.58          | 31.2            | 36.4        | 42.86       | 9.33        | 49.46      | 25.22       | 36.69      | 21.07      | 39.59       | 26.76       |
| 慶尚道   | 慶尚南道   | 53.72       | 11.82         | 31.7            | 47.3        | 45.03       | 10.51       | 53.80      | 25.61       | 44.00      | 17.44      | 44.60       | 25.59       |
| 慶尚道   | 慶尚北道   | 52.48       | 14.65         | 23.0            | 58.3        | 53.45       | 5.61        | 69.02      | 13.42       | 58.11      | 14.81      | 56.76       | 16.14       |
| 全羅道   | 光州広域市 | 3.29        | 69.89         | 51.6            | 1.8         | 5.90        | 70.39       | 5.54       | 68.91       | 2.86       | 53.34      | 3.18        | 60.95       |
| 全羅道   | 全羅南道   | 4.11        | 66.37         | 46.7            | 2.9         | 6.35        | 66.88       | 6.63       | 69.57       | 5.65       | 47.73      | 4.18        | 60.34       |
| 全羅道   | 全羅北道   | 3.59        | 65.44         | 67.3            | 3.4         | 9.25        | 64.30       | 9.64       | 65.57       | 7.55       | 42.79      | 5.73        | 56.02       |

出典：第16代総選の得票率は東亜日報2000年4月15日付6面「嶺・湖南60％台没票相変わらず　忠清3党等しく分布」掲載の表｢主要政党市道別得票状況｣、第17代総選以降は선거통계시스템（選挙統計システム）。
注：第16代は地域区得票率、第17代以降は比例代表の順位と得票率である。なお得票率は大統領選挙と国会議員選挙、いずれも相対得票率である。
第19代総選挙における民主統合党（左）とセヌリ党（右）の地域別支持の強弱を示す地図。色が濃いほど支持が強いことを示しており、民主統合党は南西部の全羅道、セヌリ党は慶尚道を中心に東部で、それぞれ五割以上の支持を集めていることが分かる。

## 西北・東北差別
李朝時代には「西北」や「東北」と呼ばれた北部地域（現在の北朝鮮領の大部分にあたる咸鏡道、平安道、黄海道など）に対する差別も盛んだった。
咸鏡道にあたる東北地域は、かつて女真族の領域であり、これら女真族は時の朝鮮半島の王朝により官職を授けられ高麗、李朝に朝貢を行っていたが、その一方で国境付近での小規模な衝突も度々起こっていた。そのため、高麗末期から李朝初期にかけて女真族を制圧していき、第4代国王世宗の代に建州女真の大酋である李満住を敗死させ李朝による支配を確立させた。
元による高麗侵攻時や16世紀の日本による朝鮮半島出兵の際に、これら女真族は寝返ってそれぞれの軍門に下ったために
朝鮮民族による女真族蔑視が強くなり差別も激しくなった。
現在では女真族としての文化は満州族等に引き継がれている。
平安道および黄海道にあたる西北地域出身者および先述の東北地域は、李朝時代長く官吏登用から排除されるなどの差別を受け続けた。このような地域差別は経国大典にも公然と明記されており制度化された物でもあったため中央の両班は西北地域出身者との婚姻も禁止していた。こうした差別から由来する漢城への反発が、洪景来の乱や平安道におけるキリスト教の受容など、独自路線のもととなっていたとみられる。現代では西北・東北差別は南北分断のおかげであまり目立たなくなっている。

## 済州島差別
全羅道地域や出身者に対する差別よりは弱いが、韓国では古くから済州島差別がある。済州道は15世紀までは耽羅国という李氏朝鮮とは異なる独自の文化を持つ国家だった。また、李氏朝鮮に併合された後も朝鮮半島からの人口流入は殆どなく、1910年日韓併合で日本領になるまで交流も少なかった。
耽羅国は朝鮮半島とは違う独自の言語を使っていたため、朝鮮語での会話の際、言葉や訛などが酷く、標準語で言わなければ、言語が通じないことも多かった。また、済州島は朝鮮時代には江華島と並ぶ流刑地の一つでもあり、主に政争で負けた王族や両班が流刑にされていることも、差別の原因である。だが、今は交通や通信の発達で、その差別は薄れている。しかし、現在でも済州島出身という理由で就職活動で差別を受けるなどの事例もある。